# Borís Shklovskii
Borís Ionovich Shklovskii (Unión Soviética, 31 de enero de 1944) es un físico teórico ruso-estadounidense. Se desempeña en del Instituto de Física Teórica William I Fine de la Universidad de Minnesota, especializado en materia condensada. 

## Biografía
Obtuvo su licenciatura en Física en 1966 y un doctorado en teoría de la materia condensada, en 1968 por la Universidad de Leningrado.
Es conocido por la conductividad de salto de rango variable de Efros-Shklovskii, un modelo para la dependencia de la temperatura de la conductividad eléctrica en el régimen de salto de rango variable. También ha hecho importantes contribuciones a la teoría del efecto Hall cuántico (explicando la estructura de los canales de borde conductores y prediciendo la formación de las fases de franja y burbuja de Quantum Hall) y a la teoría de macromoléculas (desarrollando la teoría de la inversión de carga electrostática).

## Premios y honores
Recibió el Premio Landau de la Academia de Ciencias de la URSS en 1986, la Cátedra AS Fine de Física Teórica en 1990, y fue elegido miembro de la Sociedad Estadounidense de Física en 1997.
En 2018, recibió el Premio Oliver E. Buckley de Física de la Materia Condensada 2019 por su "investigación pionera en la física de materiales desordenados y conductividad de salto " junto con Alexéi Efros y Elihu Abrahams.